# USS LST-846
O USS LST-846 foi um navio de guerra norte-americano da classe LST que operou durante a Segunda Guerra Mundial.